# Therese Johaugová
Therese Johaugová, nepřechýleně Therese Johaug (* 25. června 1988 Røros) je norská běžkyně na lyžích. Je čtrnáctinásobnou mistryní světa (z toho 10× v individuálních závodech) a čtyřnásobnou olympijskou vítězkou. Vyhovují jí náročné tratě - už od svých dvaceti let dosahovala skvělých výsledků ve stoupání na Alpe Cermis v Tour de Ski (tento závod vyhrála 9× z 10 účastí) a v závodě na Holmenkollenu (pětinásobná vítězka – 2. nejlepší v historii za Marit Bjørgenovou). Je rekordmankou v počtu vítězství v distančních závodech Světového poháru (75×). Svou první medaili na Mistrovství světa vybojovala v osmnácti letech na klasické třicítce. Její slabší stránkou jsou sprinty. Od října 2016 do dubna 2018 nesměla závodit kvůli dopingovému nálezu při mimosoutěžním odběru na soustředění v Itálii. Sezóny 2022/23 a 2023/24 vynechala, protože se jí 17. května 2023 narodila dcera Kristin.

## Sportovní kariéra
Světového poháru v běhu na lyžích dospělých se poprvé zúčastnila už ve svých osmnácti letech jako studentka lyžařské akademie střední školy v Tynsetu. Měsíc po svém pohárovém debutu se zúčastnila Mistrovství světa v klasickém lyžování 2007 v Sapporu. Zde se stala velkým překvapením závodu v běhu na 30 km klasicky, neboť se dlouho držela ve vedoucí trojici se suverénkou sapporského šampionátu Kuitunenovou a krajankou Steiraovou a dojela si pro bronzovou medaili. Od přestupu z juniorské kategorie mezi dospělé do roku 2009 měla Therese, jak je v norském lyžování obvyklé, osobního mentora pro tvorbu tréninkových programů, konzultace a jednání se sponzory, jímž byla bývalá olympionička Maj Helen Nymoen z obce Os.
Sezóna 2010/11 se jí výsledkově velmi vydařila, přestože ještě před jejím začátkem se ocitla v ohrožení. V říjnu 2010 ji při tréninku na kolečkových lyžích v Trondheimu srazilo auto. Utrpěla odřeniny a naražený loket. V celkovém pořadí Světového poháru se každým rokem zlepšovala – v roce 2011 skončila čtvrtá, pak třetí, další rok druhá a v roce 2014 seriálu dominovala. A to i díky vítězství v etapové Tour de Ski. Celkové vítězství ve Světovém poháru zopakovala o dva roky později, kdy zvítězila v 17 závodech sezóny a vyrovnala tak rekordní výkon Marit Björgenové, která dosáhla stejného počtu vítězství v ročníku 2011/12.
V říjnu 2016 se v médiích objevila informace o pozitivním dopingovém nálezu ve vzorku z letní přípravy v Itálii. Ten měl obsahovat stopy steroidu clostebol a do těla Johaugové se údajně dostal z přípravku trofodermin, který dostala od týmového lékaře na ošetření popraskaných rtů. Podle vyšetřovatelů činila koncentrace clostebolu v jejím vzorku 13 nanogramů na mililitr. V minulosti byl za užití clostebolu potrestán na 15 měsíců cyklista Stefano Agostini, koncentrace steroidu přitom byla v jeho případě přibližně poloviční. V únoru 2017 Norská sportovní federace rozhodla o jejím potrestání na 13 měsíců se zpětnou platností od 18. října 2016. Délka trestu na spodní hranici byla zvolena kvůli tomu, že nebylo prokázáno vědomé požití zakázaných látek. S tímto výkladem projevila nesouhlas Mezinárodní lyžařská federace (FIS), která se proti výši trestu odvolala ke Sportovnímu arbitrážnímu soudu (CAS) v Lausanne. Sportovní arbitráž odvolání Mezinárodní lyžařské federace vyhověla a stanovila trest na 18 měsíců se zdůvodněním, že Johaugová vlastní chybou nezkontrolovala obal přípravku, na kterém byla zakázaná látka uvedena jako jedna ze složek a rovněž zřetelné dopingové varování. Původní třináctiměsíční distanc by ji vypršel v listopadu 2017, před začátkem olympijské sezony, zvýšení trestu pro Johaugovou znamenalo, že se nemohla zúčastnit ZOH v Pchjončchangu.
Po odpykání trestu za doping ovládla hned první distanční závod Světového poháru ve finské Ruce. Vrcholem sezóny pro ní bylo Mistrovství světa v Seefeldu, na němž získala tři zlaté medaile z individuálních závodů a v historických tabulkách MS se s 10 zlatými medailemi zařadila za Marit Björgenovou (18) a Rusky Jelenu Vjalbeovou (14) a Larisu Lazutinovou (11). Na šampionátu nezvítězila pouze ve štafetě, když na posledním úseku neuspěla ve finiši proti Nilssonové, která zajistila Švédkám nečekaný triumf. Ve Světovém poháru 2018/19 vyhrála 10 z jedenácti distančních závodů do kterých nastoupila (kvůli přípravě na šampionát vynechala Tour de Ski). Jedinou její přemožitelkou se stala Stina Nilssonová, která uspěla na klasické desítce s hromadným startem v Québecu ve finiši o dvě desetiny sekundy.
V sezóně 2019/20 překonala rekord v počtu vítězství v závodech Světového poháru – vyhrála všechny 3 etapové závody sezóny a k tomu 17 jednotlivých závodů. V distančních závodech tak našla přemožitelky jen ve třech z dvaceti závodů, ve kterých startovala: ve stíhacím závodě na 10 km klasicky v Toblachu ji porazila Ingvild Flugstad Östbergová, v závodě na 10 km klasicky s hromadným startem ve Val di Fiemme dojela čtvrtá za Astrid Uhrenholdt Jacobsenovou, Ebbou Andersonovou a Katharinou Hennigovou a v posledním závodě sezóny (6 závodů v Kanadě a USA bylo odvoláno kvůli pandemii covidu-19) na 30 km volně s hromadným startem v Oslo na lyžařském festivalu Holmenkollen ji v závěrečném sprinterském souboji porazila dvacetiletá Frida Karlssonová poté, co v posledních zhruba sedmi kilometrech zlikvidovala padesátisekundový náskok Johaugové. Johaugová se musela na Holmenkollenu obejít bez podpory domácích fanoušků, kteří měli kvůli obavám z šíření koronaviru na stadion zakázaný přístup. V předcházejícím distančním závodě na 10 km klasicky v Lahti si připsala 63. výhru kariéry a osamostatnila se na prvním místě historického pořadí vítězek v distančních závodech Světového poháru před Marit Björgenovou. Celkově si připsala své třetí vítězství ve Světovém poháru a v historickém pořadí se dotáhla na pátou Marjo Matikainenovou (4 vítězství mají Bente Skariová, Marit Björgenová a Justyna Kowalczyková, rekordmankou je s 5 tituly Jelena Välbeová).
Sezónu 2020/21 zahájila stejně jako tu předchozí, vítězstvím na Ruka Triple, kde triumfovala v obou distančních závodech. Poté celá norská reprezentace kvůli špatné epidemiologické situaci v Evropě vynechala závody v Davosu a v Drážďanech i Tour de Ski. Ve světovém poháru tak znovu startovala na skiatlonu v Lahti až po téměř dvouměsíční pauze a potřetí v sezóně zvítězila. Poslední dva závody před mistrovstvím světa však její vítěznou sérii přerušily – ve Falunu ji nejprve v běhu na 10 km volně porazila Jessie Digginsová (pro Johaugovou šlo o první porážku na distanční trati volnou technikou poprvé od závodu 11. března 2016 v Canmore, kde byla šestá) a v běhu na 10 km klasicky s hromadným startem ji ve finiši předstihly Linn Svahnová a Julija Stupaková (bylo to její druhé nejhorší umístění v distančním závodě od návratu po dopingovém trestu). Naděje soupeřek, že by ji mohly porazit i na šampionátu, však v Oberstdorfu zhatila suverénními výkony a ziskem 4 zlatých medailí – ve skiatlonu (nezastavil ji ani pád po srážce s Fridou Karlssonovou), v běhu na 10 km volně (vyhrála s náskokem 54 sekund, což byl největší náskok v závodech žen na této trati na MS od roku 1962, kdy Alevtina Kolchinová na 10 km klasicky na MS v Zakopaném vyhrála o minutu a 11 vteřin), ve štafetě (na svém třetím úseku získala rozhodující náskok před ruskou štafetou) a v běhu na 30 km klasicky (zvítězila o 2:34 minuty před krajankou Heidi Wengovou). Čtrnáctým titulem mistryně světa se vyrovnala Jeleně Vjalbeové na druhém místě historického pořadí. Posledních dvou závodů SP v Engadinu se nezúčastnila kvůli zánětu v zápěstí.

## Výsledky

### Výsledky ve Světovém poháru
| Sezóna  | Věk | Sezónní výsledky             | Sezónní výsledky             | Sezónní výsledky             | Sezónní výsledky             | Výsledky na Ski Tour         | Výsledky na Ski Tour         | Výsledky na Ski Tour         | Výsledky na Ski Tour         |                              |
| Sezóna  | Věk | Celkově                      | Distance                     | Sprinty                      | Nordic Opening               | Tour de Ski                  | Ski Tour                     | WC Final                     | Ski Tour Kanada              |                              |
| ------- | --- | ---------------------------- | ---------------------------- | ---------------------------- | ---------------------------- | ---------------------------- | ---------------------------- | ---------------------------- | ---------------------------- | ---------------------------- |
| 2006/07 | 18  | 44.                          | 23.                          | —                            | —                            | —                            | —                            | —                            | —                            |                              |
| 2007/08 | 19  | 18.                          | 15.                          | 47.                          | —                            | 4.                           | —                            | 21.                          | —                            |                              |
| 2008/09 | 20  | 8.                           | 7.                           | 89.                          | —                            | 6.                           | —                            | 2.                           | —                            |                              |
| 2009/10 | 21  | 17.                          | 14.                          | 61.                          | —                            | DNF                          | —                            | 7.                           | —                            |                              |
| 2010/11 | 22  | 4.                           | 3.                           | 70.                          | 10.                          | 2.                           | —                            | 3.                           | —                            |                              |
| 2011/12 | 23  | 3.                           | 3.                           | 38.                          | 2.                           | 3.                           | —                            | 4.                           | —                            |                              |
| 2012/13 | 24  | 2.                           | 2.                           | 39.                          | 4.                           | 2.                           | —                            | 2.                           | —                            |                              |
| 2013/14 | 25  | 1.                           | 1.                           | 32.                          | 3.                           | 1.                           | —                            | 1.                           | —                            |                              |
| 2014/15 | 26  | 2.                           | 2.                           | 39.                          | 2.                           | 2.                           | —                            | —                            | —                            |                              |
| 2015/16 | 27  | 1.                           | 1.                           | 16.                          | 1.                           | 1.                           | —                            | —                            | 1.                           |                              |
| 2016/17 | 28  | zákaz činnosti kvůli dopingu | zákaz činnosti kvůli dopingu | zákaz činnosti kvůli dopingu | zákaz činnosti kvůli dopingu | zákaz činnosti kvůli dopingu | zákaz činnosti kvůli dopingu | zákaz činnosti kvůli dopingu | zákaz činnosti kvůli dopingu | zákaz činnosti kvůli dopingu |
| 2017/18 | 29  | zákaz činnosti kvůli dopingu | zákaz činnosti kvůli dopingu | zákaz činnosti kvůli dopingu | zákaz činnosti kvůli dopingu | zákaz činnosti kvůli dopingu | zákaz činnosti kvůli dopingu | zákaz činnosti kvůli dopingu | zákaz činnosti kvůli dopingu | zákaz činnosti kvůli dopingu |
| 2018/19 | 30  | 3.                           | 1.                           | 72.                          | 1.                           | —                            | —                            | 2.                           | —                            |                              |
| 2019/20 | 31  | 1.                           | 1.                           | 17.                          | 1.                           | 1.                           | 1.                           | —                            | —                            |                              |
| 2020/21 | 32  | 9.                           | 5.                           | 87.                          | 1.                           | —                            | —                            | —                            | —                            |                              |
| 2021/22 | 33  | 5.                           | 1.                           | —                            | —                            | —                            | —                            | —                            | —                            |                              |
| 2022/23 | 34  | mateřská dovolená            | mateřská dovolená            | mateřská dovolená            | mateřská dovolená            | mateřská dovolená            | mateřská dovolená            | mateřská dovolená            | mateřská dovolená            | mateřská dovolená            |
| 2023/24 | 35  | mateřská dovolená            | mateřská dovolená            | mateřská dovolená            | mateřská dovolená            | mateřská dovolená            | mateřská dovolená            | mateřská dovolená            | mateřská dovolená            | mateřská dovolená            |
| 2024/25 | 36  |                              |                              |                              | —                            | 1.                           | —                            | —                            | —                            |                              |

### Výsledky na OH
| 2010 | 21 | —                            | 6.                           | 7.                           | —                            | 1.                           | —                            |                              |                              |                              |
| 2014 | 25 | 3.                           | 4.                           | 2.                           | —                            | 5.                           | —                            |                              |                              |                              |
| 2018 | 29 | zákaz činnosti kvůli dopingu | zákaz činnosti kvůli dopingu | zákaz činnosti kvůli dopingu | zákaz činnosti kvůli dopingu | zákaz činnosti kvůli dopingu | zákaz činnosti kvůli dopingu | zákaz činnosti kvůli dopingu | zákaz činnosti kvůli dopingu | zákaz činnosti kvůli dopingu |
| 2022 | 33 | 1.                           | 1.                           | 1.                           | —                            | 5.                           | —                            |                              |                              |                              |

### Výsledky na MS
| 2007 | 18 | —                            | —                            | 3.                           | —                            | —                            | —                            |                              |                              |                              |
| 2009 | 20 | 10.                          | 6.                           | 4.                           | —                            | 4.                           | —                            |                              |                              |                              |
| 2011 | 22 | 4.                           | 3.                           | 1.                           | —                            | 1.                           | —                            |                              |                              |                              |
| 2013 | 24 | 1.                           | 2.                           | 3.                           | —                            | 1.                           | —                            |                              |                              |                              |
| 2015 | 26 | 27.                          | 1.                           | 1.                           | —                            | 1.                           | —                            |                              |                              |                              |
| 2017 | 28 | zákaz činnosti kvůli dopingu | zákaz činnosti kvůli dopingu | zákaz činnosti kvůli dopingu | zákaz činnosti kvůli dopingu | zákaz činnosti kvůli dopingu | zákaz činnosti kvůli dopingu | zákaz činnosti kvůli dopingu | zákaz činnosti kvůli dopingu | zákaz činnosti kvůli dopingu |
| 2019 | 30 | 1.                           | 1.                           | 1.                           | —                            | 2.                           | —                            |                              |                              |                              |
| 2021 | 32 | 1.                           | 1.                           | 1.                           | —                            | 1.                           | —                            |                              |                              |                              |
| 2025 | 36 | 2.                           | 2.                           | 3.                           | —                            | 2.                           | —                            |                              |                              |                              |

### Výsledky na MSJ
- Mistrovství světa juniorů 2007 (Tarvisio) - 3. místo ve stíhacím závodě, 4. místo v běhu na 5 km klasicky
- Mistrovství světa juniorů 2008 (Val Venostas) - trojnásobná mistryně světa - běh na 5 km klasicky, běh na 10 km volně, štafeta

## Osobní
V současnosti žije v Oslo, ale vyrůstala v Dalsbygdě, která je součástí obce Os na východě středního Norska. Její rodiče Torvall a Gro Johaugovi mají v Dalsbygdě farmu. Therese má tři sourozence – staršího bratra Joakima, mladšího bratra Karsteina, který rovněž závodí v běhu na lyžích, a mladší sestru Veroniku.
V roce 2008 natočila s kolegyněmi z norské reprezentace Kristin Størmer Steira a Ingrid Aunet Tyldum videoklip nazvaný "Skippagurra-girls", v němž představovaly ruské prostitutky. Poté, co bylo video zveřejněno na internetovém serveru YouTube, kritikové označili tento počin za urážku ruských žen. Protagonistky klipu se bránily s tím, že se jednalo o nevinný žert. Ostatní kolegyně z norské reprezentace je podpořily a zazpívaly s nimi píseň z klipu na konferenci norské lyžařské federace v Beitostølenu.
V červenci 2011 vystoupila na Mont Blanc, přestože předtím kvůli strachu z výšek žádné horské túry nepodnikala. Dokonce se vyhýbala vlekům, lanovkám či výtahům v hotelech. Výstup na nejvyšší horu Evropy byl součástí psychologické terapie, kterou by měla bariéru strachu překonat.